# Benediktinski samostan sv. Marije u Zadru
Ženski benediktinski samostan sv. Marije u Zadru iz 1066. godine nalazi se uz crkvu sv. Marije na istočnoj strani nekadašnjeg rimskog foruma.

### Povijest
Benediktinski samostan je uz već postojeću crkvu 1066. godine osnovala zadarska plemkinja Čika, po majci sestra hrvatskog kralja Petra Krešimira IV. i osigurala mu visoke kraljevske počasti. Ulazeći kao redovnica u taj samostan Čika je s ostalim dragocjenostima donijela i dva himnarija i jedan časoslov. Oba su himnarija nažalost izgubljena, no Čikin je časoslov sačuvan i čuva se u Bodleyanskoj knjižnici u Oxfordu. Taj rukopis nije samo najstarija sačuvana knjiga te vrste u svijetu, već sadržava zanimljive književne sastave, prekrasne sitnoslikarije i niz notnih zapisa popijevaka iz Čikinih vremena.  
Čikina kći Vekenega, nakon tragične pogibije svoga muža Dobroslava, ulazi kao redovnica u samostan sv. Marije oko 1072. godine. Vekenega je kao poglavarica i prva Čikina nasljednica na opatskoj stolici znala koristiti velike političke promjene u Hrvatskoj krajem 11. stoljeća, nagovorivši novoga kralja Kolomana da novčano podupre njezinu veliku građevinsku djelatnost na dovršenju trobrodne bazilike 1091. godine i podizanju novih samostanskih objekata. Uz kraljevsku pomoć uspjela je podići samostansku vijećnicu - vjerojatno najljepši presvođeni romanički prostor u Hrvatskoj - i veleban romanički zvonik koji nosi Kolomanovo ime i godinu 1105. Na zvoniku je na četiri kapitela uklesano Kolomanovo ime u spomen ulaska u Zadar 1102. godine. U kapeli u katu zvonika ima i ostataka zidnih slika iz 12. stoljeća. Vekenega je umrla 27. rujna 1111., a latinski stihovi koji ukrašavaju njezinu grobnicu u samostanskoj vijećnici (kapitulu) pravi su biseri domaće latinske poezije.
Godine 1507. Korčulanin Nikola Španić podiže pročelje i južni bočni zid crkve kao i glavni portal u renesansnom stilu. U unutrašnjosti je bogata barokna štukatura iz 1744. godine. 
U II. svjetskom ratu samostan i crkva su srušeni u anglo-američkom bombardiranju Zadra. Crkva sa samostanom (na menzi oltara natpis s imenom Čike i Petra Krešimira IV.; kip Pieta iz 15. st.), te zvonik i kapitul obnovljeni su tijekom poslijeratne obnove Zadra. 
Samostanski arhiv čuva vrlo vrijednu zbirku povelja u kojima se spominju hrvatski kraljevi 11. stoljeća.

### Stalna izložba crkvene umjetnosti (SICU) -Zlato i srebro grada Zadra
Benediktinke u Zadru posjeduju jednu od najvrijednijih crkvenih zbirki u Hrvatskoj. Zbirka je osnovana 1967. godine i sadržava oko 200 predmeta: kamene skulpture, slikarstvo, drvorezbarstvo, zlatarske radove, križeve, kaleže, ciborije, pokaznice, relikvijare (u obliku ruke, poprsja, pokaznice, pacifikali, kanonske tablice, okove ikona i drugo, vez, crkveno ruho i čipke).
Posebno vrijedni izlošci su:
- križić - relikvijar (enklopion) iz 7./8. stoljeća poznat (pogrešno) kao Čikin križić
- relikvijari sv. Aroncija i sv. Jakova iz 9. stoljeća
- srebrni relikvijari u obliku ruku optočene dragim kamenjem od kojih je najstariji onaj iz 12. stoljeća
- relikvijari u obliku poprsja od kojih najstariji potječu iz 14. stoljeća
- mnoštvo križeva
- ikone kojih ima od 13. stoljeća
- kamena krstionica, dio ambona katedrale i drugi kameni ulomci iz 12. i 13. stoljeća
- gotičke skulpture
- slike koje su slikali majstori kao što su Vittore Carpaccio ili Palma Mlađi.

### Galerija
- Pogled s foruma
- Unutrašnjost crkve
- Glavni oltar
- Bista-relikvijar sv.Siksta na izložbi “Zlato i srebro Zadra”